# Vagues à l'âme
Cet article possède un paronyme, voir Vague à l'âme.
 (octobre 2017).
Si vous disposez d'ouvrages ou d'articles de référence ou si vous connaissez des sites web de qualité traitant du thème abordé ici, merci de compléter l'article en donnant les références utiles à sa vérifiabilité et en les liant à la section « Notes et références ».
Pour plus de détails, voir Fiche technique et Distribution.
Vagues à l'âme (Sandy Claws) est un court métrage animé américain Looney Tunes sorti le 2 avril 1955 et produit par Warner Bros. Le court métrage dure environ sept minutes et est réalisé et écrit par Friz Freleng.